# Municipio 8 (condado de Morris)
El municipio 8 (en inglés: Township 8) es un municipio ubicado en el condado de Morris en el estado estadounidense de Kansas. En el año 2010 tenía una población de 206 habitantes y una densidad poblacional de 1,11 personas por km².

## Geografía
El municipio 8 se encuentra ubicado en las coordenadas 38°33′54″N 96°48′32″O / 38.56500, -96.80889. Según la Oficina del Censo de los Estados Unidos, el municipio tiene una superficie total de 186.38 km², de la cual 185.64 km² corresponden a tierra firme y (0.4%) 0.74 km² es agua.

## Demografía
Según el censo de 2010, había 206 personas residiendo en el municipio 8. La densidad de población era de 1,11 hab./km². De los 206 habitantes del municipio 8, el 99.03% eran blancos, el 0.49% eran afroamericanos y el 0.49% eran amerindios. Del total de la población el 2.43% eran hispanos o latinos de cualquier raza.